# Nephodia aegrotans
Nephodia aegrotans là một loài bướm đêm trong họ Geometridae.